# گلزار، خاران
گلزار (به انگلیسی: Gulzar) یک منطقهٔ مسکونی در پاکستان است. گلزار ۵۴۰ متر بالاتر از سطح دریا واقع شده‌است.